# مارك ديمبسي (لاعب كرة قدم)
مارك ديمبسي (بالإنجليزية: Mark Dempsie)‏ هو لاعب كرة قدم بريطاني في مركز قلب الدفاع، ولد في 19 أكتوبر 1980 في بلزهيل ‏ في المملكة المتحدة. لعب مع ريث روفرز ونادي دمبرتون ونادي سانت ميرين ونادي هيبرنيان.

## وصلات خارجية
- مارك ديمبسي (لاعب كرة قدم) على موقع قاعدة بيانات كرة القدم.إي يو (الإنجليزية)
- مارك ديمبسي (لاعب كرة قدم) على موقع Soccerbase.com (لاعب) (الإنجليزية)